# Furna dos Vimes
A Furna dos Vimes é uma gruta portuguesa localizada na freguesia das Candelária, concelho da Madalena do Pico, ilha do Pico, arquipélago dos Açores.
Esta cavidade apresenta uma geomorfologia de origem vulcânica em forma de tubo de lava localizado em encosta. Apresenta um comprimento de 120 m. por uma largura máxima de 4.2 m. e uma altura também máxima de 4 m.